# Indera Mahkota
Pengiran Indera Mahkota o Pengiran Shahbandar, nato Mohammed Salleh ibnu Pengiran Sharifuddin (Sambas, 1791 – Lubai, 1858) è stato un Raja malese dei sultanati di Brunei e Sambas.
Membro di due famiglie reali e Wazir, fu viceré e Cheteria (governatore) di Sarawak dal 1820 al 1841 e della Malesia Sud dal 1857 alla sua morte, nonché unico Consigliere del Sultanato, comandando secondo le fonti "come un tiranno". Fu lui a guidare la prima spedizione di esploratori che fondò la capitale Kuching, nel 1827. Il suo ruolo presso Sarawak venne assunto da James Brooke, che costituì un reame indipendente nel 1846.
Fu anche poeta: è suo il celebre componimento Syair Rakis.

## Biografia
Diretto discendente del sultano dei Brunei Abdul Hakkul Mubin e nipote (da parte di madre) del penultimo sultano indipendente di Sambas, Umar Aqamaddin, nacque nella capitale Sambas (Kalimantan) nel 1791, rampollo di due famiglie reali. Passò i primi anni nella terra natale, trasferendosi poi a Città del Brunei insieme ai genitori. Dal 1802, infatti, Sambas aveva perso la sua indipendenza diventando un protettorato olandese, motivo per cui la sua famiglia aveva preferito stabilirsi nei Brunei, dove fu accolta con tutti gli onori nel palazzo del sultano. Mantenne così il titolo di "Pengiran" cioè "principe".
Come tutti i membri della famiglia regnante (Bolkiah) fu educato ad un'elevata istruzione, nel suo caso prima in Batavia e poi in Olanda (in virtù dei suoi legami con Sambas). Richiamato in patria a studi finiti dal sultano Mohammad Kanzul Alam nel 1820, aiutò il sovrano nell'amministrazione del Brunei e fu poi nominato capo del governo di Sarawak (Cheteria). Come rappresentante supremo dei Brunei guidò, nel 1827, la spedizione volta a fondare la futura capitale di Kuching da un sito noto come Lidah Tanah, a dieci chilometri dal fiume Samarahan. Il nome stesso Koo Chin significa "piccolo porto".
L'arrivo di Mahkota non fu affatto gradito dagli abitanti locali, i Daiacchi, che fino a quel tempo si erano autoamministrati; inoltre i tre precedenti amministratori di Sarawak nominati dal Brunei, i datus, vennero emarginati e privati di potere. Stessa ostilità avrebbero poi mostrato i Malesi di Sarawak, che emigreranno dall'Indonesia nel 1831 dopo un colpo di stato contro il signore di Sumatra.
Questa nomina fu tuttavia un grande evento per la carriera politica di Mahkota, poiché gli permetteva di diventare uno dei Wazir (Visir), i quattro principali re. Ma fu anche motivata da un movente politico: il sultano voleva garantirsi la fiducia del Raja, così da evitare sue rivendicazioni su Sarawak (appartenuto in origine al sultanato di Sambas, ora in mano olandese) e da proteggersi dalla potenza coloniale inglese. La parentela di Mahkota con il sultano giocò un ruolo fondamentale, e così l'elevata istruzione del Raja, che era definito "uno degli uomini più importanti e acculturati del Brunei". Inoltre in quegli anni (1824-30) la famiglia di Mahkota, che già possedeva moltissimi giacimenti in Sambas, riuscì ad impossessarsi di molte miniere d'oro e antimonio, soprattutto nella valle di Lawas e in Lidah. Decine di giacimenti vennero acquistati dal Raja a prezzi stracciati o molto convenienti sfruttando i vasti poteri da governatore, e altri ancora vennero sottratti ai legittimi padroni (etnie cinesi, malesi e Daiacchi) per essere dirottati a piacimento verso i seguaci di Mahkota.
"As several precious resources were discovered in Sarawak, Mohammad Kanzul Alam sent in that region Pengiran Indera Mahkota Muhammad Salleh, a kinsman to the Sultan. (...) Mahkota was chosen to hold such a power post because he was a well-educated man. In fact he has received early education in Batavia and furthered his high studies in Netherlands. (...) Under Mahkota's governship Sarawak flourished and Kuching Town was founded. (...) But the Viceroy's oppressive politic would prove dangerous in the latter years."
Mahkota incrementò notevolmente il commercio di Sarawak grazie a trattati con le altre regioni del Brunei e con gli Stati esteri. La ricchezza del paese aumentò notevolmente, anche se rimase concentrata nelle mani di pochi nobili. In particolare, la grande quantità di minerali estratti permise un "boom" economico per i grandi proprietari, che esportavano verso Singapore, e incrementò infinitamente la ricchezza del Raja e dei suoi seguaci. Ma l'esito della politica troppo esigente, delle tasse enormi e delle estrazioni forzate costrinse molti indigeni ad emigrare o a fuggire, in particolare dalla vasta regione di Bidayuh. Le popolazioni locali erano infatti vessate e saccheggiate, considerate di poco conto e su di loro gravavano imposte sempre più insostenibili volte ad arricchire i governanti; nemmeno il riso e il pesce, due beni primari, erano risparmiati. Una fonte sostiene persino che Mahkota vendesse Bidayas e cinesi come schiavi e facesse rapire le donne più belle per ridurle a concubine (la stessa versione si ritrova anche nelle teorie sulla morte del Raja per mano dei locali).
Nel 1834 il Bendahara (Primo Ministro) Pengiran Muda Hashim fu inviato in Sarawak dal sultano Saifuddin II, cugino di Mahkota, per reclamare una rendita di grande valore; tuttavia non venne accolto personalmente da Mahkota, che si limitò ad inviare degli officiali per riceverlo mentre egli stesso rimaneva ad attendere nella sala della corte, badando ai propri affari. Hashim lo accusò di non essere rispettato in quanto zio di Saifuddin, ma Mahkota rispose che egli era stato nominato dal sultano in persona e, dunque, poteva fare quello che credeva fosse giusto. In realtà sembra che temesse di essere sostituito da Muda Hashim nel suo incarico, e così si sviluppò una certa tensione. Da quel giorno il conflitto tra i due scoppiò (senza che mai si vedessero di persona) e divenne più aspro con l'arrivo di James Brooke a Kuching nel 1838.
"Mahkota, the Sultan appointed Viceroy and Saifuddin's cousin, was an harsh man and his govern was unfair. He sacked the local people and forced them to work in mines, kidnapping their woman to use them as his personal servants or concubines and selling the strongest men to other states as slaves. Hence the uprising. (...) It appears that Raja Mahkota and Hashim didn't see eye by eye. So there was tension between them. (...) Mahkota feared that, with the arrival of Hashim, his power over Sarawak would become smaller and weaker."
Già con l'arrivo di Hashim, in realtà, il governo di Sarawak era spaccato in due. Hashim non riusciva nemmeno a frenare la tirannia di Mahkota, che si rifiutava di incontrarlo e di collaborare. Ne conseguì una situazione difficile, aggravata dalla gravissima crisi dei Daiachi e dei ribelli di Datu Patinggi Ali, uno dei capi di Sarawak. Questi infatti si opponevano ai lavori forzati imposti da Mahkota, che comandava come un tiranno e schiavizzava i nativi, e la loro rivolta minava alla stabilità del sultanato stesso. Secondo una fonte non del tutto attendibile Mahkota in persona avrebbe poi confessato a Spencer St. John, segretario di Brooke e console del Borneo, di aver saccheggiato e spogliato le popolazioni locali senza pietà:
"I was brought up to plumber the Dyaks, and it makes me laugh that I fleeced a trib down up to its very cooking-pot."
Ma oltre ad essere un tiranno, Mahkota (famoso come poeta) era davvero intelligente e abile: lo stesso Brooke scrisse sui suoi diari di questa scaltrezza, dicendo che gli era impossibile influenzarlo e che costituiva una minaccia al suo piano di ottenere il governo su Sarawak. Mahkota era infatti a conoscenza del patto segreto tra Hashim e Brooke, che cercavano di sostituirlo, e li vedeva come una minaccia: con loro, il suo potere su Sarawak rischiava di ridursi sempre di più sia in intensità che in estensione. Cercò dunque di sbarazzarsi dei due, senza riuscirci.
"Mahkota was strong enough to resolve all the problems. He was a tyrant but also able in every field, and Brooke noticed his shrewdness in his diary. For this shrewdness Brooke could not influence him, which was the only threat for his plain to take over Sarawak. And Mahkota knew about the promise between Raja Hashim and Brooke to overcome his power, so tried several times to dispose them."
Alla fine, James Brooke riuscì a sedare la rivolta di Datu Patinggi Ali, quindi attaccò il palazzo del governatore e con i potenti cannoni minacciò di uccidere Mahkota definendolo "un tiranno" e così per i suoi seguaci; Mahkota fu dunque costretto a firmare un trattato con Hashim, il 24 settembre 1841, per evitare ulteriori spargimenti di sangue. Brooke divenne così ufficialmente governatore e Raja, ma quando il ruolo di Mahkota non era stato formalmente ancora abolito, il che ferì molto il nobile malese e lo spinse a lasciare Sarawak, dove non aveva più alcuna autorità. Il Raja si recò dunque a Mukah, dopo un lungo viaggio via nave sul fiume di Batang Lupar, e vi rimase fino al 1845 in un certo agio. I Daiacchi e gli altri ribelli di Sarawak si acquietarono, ma le élite malesi impiegarono tempo per abituarsi al nuovo re, pur non mostrando la stessa ostilità che avevano verso Mahkota.
Durante il viaggio di ritorno da Mukah al Brunei (1845-8), Mahkota scrisse un'opera poetica molto famosa, Syair Rakis o "Il cammino delle stelle" (letteralmente “La perla perduta”) in cui rimpiangeva la recente perdita della “perla del Brunei”, Labuan (1846), a favore del Regno Unito. Scritta in origine come lettera in versi nel 1847 e completata in Brunei dopo alcuni mesi di riflessione e aggiustamenti, fu fatta avere al sultano Saifuddin II e al figlio Pengiran Anak Abdul Momin, che ne rimasero colpiti a tal punto da ordinarne una massiva pubblicazione. Divenne famosa in tutta la corte e fu data da leggere ai capi politici del Brunei.
Tornato in patria - a Darussalam - nel 1848 per volere di Saifuddin II, Mahkota fu ricevuto dal sultano e gli venne affidato un importante incarico politico. In quei tempi Mahkota passò molto tempo con la sua famiglia e ottenne da Saifuddin l'incarico, finora mai esistito, di unico "Consigliere del Sultanato", con grandi poteri per aiutarlo a gestire il Brunei. Giocò così un ruolo davvero importante nell'amministrazione e nel governo, diventando un pilastro fondamentale dell'impero, e per questo fu sempre temuto e osteggiato da James Brooke.
Per i suoi meriti Saifuddin gli concesse addirittura la massima onorificenza di Pengiran Shahbandar o Pengiran Indera Mahkota, riservata alla sola famiglia reale, nel 1852 (ma fu il figlio Abdul Momin a conferirla ufficialmente, poiché il padre era morto quello stesso anno). Mahkota così il portatore ufficiale della corona del sultano, chiamata appunto Mahkota e seconda solo al Kris Si Naga per importanza. Il titolo completo che gli venne concesso fu quello di "Pengiran Syahbandar Sahibol Bandar Indera Mahkota Pengiran Mohammed Salleh".
Lo stesso sovrano Abdul Momin apprezzò fin da subito le abilità politiche e la saggezza del Raja, poiché vedeva in lui la possibilità di opporsi al crescente potere di Brooke in Sarawak, e gli concesse grandi poteri nella gestione del governo come aveva fatto il padre, se non di più. Inoltre gli insegnamenti contenuti nel celebre poema di Mahkota furono utilizzati e applicati dal sultano nel suo governo.
"The Sultan called him back to Brunei in order to help him in the administration of the sultanate. Mahkota, who has been already one of the most prominent men in Brunei and played a significant role in the sultanate, became the Sultan's principal and closest advisor. He was awarded the first and only Counsellor of the Empire and received the Pengiran Shahbandar or Pengiran Indera Mahkota honour in 1852, the highest possibile in Brunei. (...) He was murdered on his way to suppress a rebellion in Limbang in 1858. (...)"

### Morte e successione
Su come Mahkota morì le fonti sono perlopiù concordi, tuttavia esistono alcune differenze tra le versioni. Secondo la più plausibile:
"James Brooke always feared a possible development of Brunei, and knew about the presence of Pengiran Shahbandar in the country. (...) So he decided to make use of other people to eliminate him. It was said that there was a revolt in Limbang. Brooke instigated Pengiran's Muda Hashim family to suggest Pengiran Shahbandar to lead an army to Limbang to settle the dangerous rebellion which was said to have broken there. On the way in a place known as Lubai, Pengiran Shahbandar, who could not swim, was made drown by capsizing his boat."
Si dice che Raja Brooke, in quegli anni, continuasse a vedere Mahkota come una minaccia in Brunei per il suo regno di Sarawak, e così cercò una strategia per farlo eliminare da altre persone. Nel 1857 fece inviare una lettera al palazzo del sultano dicendo che era in corso una violenta rivolta in Limbang e istigò la famiglia di Raja Muda Hashim (morto nel 1846) affinché lo inviasse a capo di un esercito per sedare la ribellione. Il neo sovrano Abdul Momin nominò così Mahkota governatore e Wazir della Malesia Sud e lo inviò con un'armata in quella regione per sedare la rivolta.
Ma lungo la strada, a Lubai (attuale reggenza di Muara Enim) dei congiurati ribaltarono o affondarono la sua nave e Mahkota, che non sapeva nuotare, annegò. Poiché non vi era tempo per riportarlo a Città del Brunei, fu sepolto a Kianggeh nel 1858. La sua lapide è ancora presente nel cimitero nobiliare (Jalan Residency) e, anche se non si può essere del tutto certi dell'autenticità, sembrerebbe che si tratti dell'originale: addirittura è oggetto di pellegrinaggi da tutto il continente anche nel XXI secolo. Interessante è che venga ricordato e visitato più come l'autore di Syair Rakis che per i suoi incarichi politici.
Un suo discendente, Pengiran Sharifudin, sostiene tuttavia che il suo antenato Mahkota sia morto nella regione di Penang, sempre sulla strada per il Limbang, venendo comunque sepolto a Kianggeh; la sua versione non può essere però confermata. Una fonte colloca invece la sua morte a Muhak, in Sarawak, tuttavia viene universalmente rifiutata in quanto è improbabile che il Raja fosse passato per il reame di Brooke, che lo voleva eliminare, con tutti i rischi connessi; per quanto avesse gradito molto il soggiorno in quella località fino al 1845.
Esiste anche un'altra versione, secondo cui non sarebbe stato Brooke ma un "nemico di corte" a provocarne la morte; diversi nobili, infatti, erano invidiosi del potere crescente del Consigliere, e uno di essi decise di eliminarlo. Non si può sapere chi fosse l'artefice, ma alcuni lo individuano nella famiglia di Muda Hashim. La morte del Raja è però sempre la stessa, senza particolari differenze rispetto alle altre cronache:
"Quando si è avvolti dal mantello del potere, c'è sempre un nemico nascosto che trama. Costui ha deliberatamente finto di far scoppiare una rivolta in Limbang. Successivamente ha parlato al sultano Momin Abdul, suggerendo il nome di Pengiran Shahbandar per fermare i ribelli. (...) Con l'approvazione del sultano, qualunque piano sarebbe andato a buon fine. (...) Si dice che durante il viaggio verso il Limbang, in un luogo chiamato Lubai, Pengiran Shahbandar sia annegato mentre la sua barca affondava. (...) La capitaneria di porto ha ucciso Pengiran Shahbandar nel 1858. (...) L'hanno seppellito nel cimitero musulmano di Kianggeh."
Ancora, alcune fonti collocano la sua morte in circostanze leggermente diverse, ad esempio per mano dei locali di Bidayuh, fuggiti dal suo malgoverno in Sarawak negli anni Trenta e che egli continuava a maltrattare e depredare, riducendo le loro donne a concubine. In particolare:
"In 1858 the prince died somewhere along the coast of Limbang while coming back to Brunei. (...) Some claims his boat was attacked and he was killed by Bisayas warriors for kidnapping local women and making them his concubines. (...) Some say his boat was capsized and he simply could not swim to safety."
Non è possibile capire quale fonte sia la più corretta, tuttavia la sua morte avvenne quasi certamente nel 1858 e con buone probabilità per assassinio. Ancora più sicuro è che la sua tomba sia quella di Kianggeh, come mostrano i pellegrinaggi e come descrivono le fonti del posto.
Gli succedette come Wazir e governatore il figlio Pengiran Muhammed Salleh, che tuttavia non mostrò le stesse abilità politiche del padre. Suo nipote Jalilul Aqamaddin (da parte della madre Kenchana Paduka) sarà persino sultano dopo la morte di Abdul Momin.
Di lui si è conservata una stampa risalente al 1835 che lo raffigura con l'abito tipico dei parenti del sultano, incluso il keris (pugnale damascato). Spesso viene erroneamente confusa con quella di Raja Muda Hashim.
Le cronache del tempo lo descrivono come un "uomo crudo e cinico" e "un tiranno". Fu però estremamente abile a sfruttare la situazione politica a proprio favore, con un'astuzia che stupì lo stesso Brooke.

### Dal diario di Brooke
Descritto come “uomo duro”, "vile" e “tiranno spietato”, d’altro canto Mahkota è anche definito “abile uomo di politica”, “estremamente sagace e scaltro” e “astuto politico”, ininfluenzabile da Brooke e capace di destreggiarsi in mille campi. Era inoltre uno degli uomini più istruiti del Brunei, e Brooke lo capì subito, vedendo in lui la principale minaccia ai suoi piani di governare Sarawak.
Brooke e la sua corte disprezzarono la figura di Mahkota (a volte scritto “Macota” in senso dispregiativo) e la accusarono di inefficienza e tirannia. Questo spregio continuò a rimanere forte in Sarawak anche dopo di loro, tuttavia non è possibile verificare ogni informazione. Sembra infatti che Brooke abbia esagerato sulla tirannia di Mahkota, che aveva depredato i Daiacchi e i popoli locali, così come sul fatto che fosse “in lega con il sultano di Sambas” e dunque con gli Olandesi. Questo gli servì come scusante per minacciare il Raja e costringerlo a cedergli il governatorato per poi farlo fuggire. Esagerata anche la descrizione del suo terrore quando Muda Hashim minacciò di tagliare in due con una scimitarra chiunque si fosse opposto alla nomina di Brooke a Raja nel 1841, episodio probabilmente inventato per propaganda.
Non è neppure verificabile la veridicità dell'episodio avvenuto nel settembre 1841, quando l'interprete ufficiale di Brooke morì dopo aver ingerito del riso con arsenico poco prima che Mahkota perdesse il ruolo di Raja. La colpa dell'episodio è infatti addossata a lui ma non vi sono prove al riguardo. Alcuni storici addirittura sostengono che sia stato tutto orchestrato per avere un pretesto contro il governatore, e il vero colpevole potrebbe essere un alleato di Brooke, Muhammad Ali, il datu che si era fin da subito opposto a Mahkota. Egli fu poi integrato nell'amministrazione del nuovo Raja e stipendiato insieme ai suoi seguaci.
Sta di fatto che Brooke riuscì davvero a mettere da parte il vecchio Raja e a far smarrire il suo potere, tanto da arrivare a definirlo "the sidelined Mahkota". La figura del governatore è dunque diventata quella di un antagonista sconfitto.
Secondo alcune fonti, sempre Brooke sarà la causa della sua morte nel 1858, mentre Mahkota era in viaggio per sedare una presunta rivolta in Limbang. In effetti, diverse fonti riportano che “nel 1855 Mahkota era influente in Brunei e tramava piani contro Brooke”, anche se va detto che queste versioni non sono confermate e potrebbero essere parte della propaganda di Brooke o un tentativo di giustificare la sua eliminazione.

## L'origine della rivolta
Vi è una seconda versione riguardo all’origine della rivolta che rovesciò per breve tempo il sultano. Seppure la ribellione più pericolosa, quella guidata da Datu Patinggi Ali, sia iniziata nel 1837, alcune fonti sostengono infatti che già dall'inizio 1830 le popolazioni locali si fossero rivoltate contro Mahkota, facendo piombare Sarawak nel caos. Per questo motivo il sultano Saifuddin II, che aveva appena scampato una grave crisi di successione, avrebbe inviato Raja Muda Hashim in Sarawak perché assistesse Indera Mahkota (e non per reclamare una tassa sulla regione). A causa della mancata collaborazione e dell'ostilità di quest'ultimo, tuttavia, Hashim aveva preferito affidarsi a James Brooke, l'avventuriero, che godeva di una certa simpatia da parte dei Daiacchi. Infatti egli rappresentava una figura nuova e promettente, in opposizione sia ai funzionari di Mahkota e alla sua burocrazia corrotta, sia alle mire olandesi rappresentante da Sambas. Quando Mahkota fallì in ogni tentativo di sedare la rivolta, facendola anzi estendere fino a Città del Brunei, Hashim preferì appoggiarsi a Brooke e lo convinse a prendersi il titolo di governatore che gli aveva promesso. Secondo le fonti:
"The cause of the uprising was Mahkota, the sultan's cousin and Dutch-educated governor, who coerced local residents into mines to cash from the booming export trade with Singapore. He also alienated the three leading datus, or aristocratic chiefs, whom Brunei has early placed in charge of administration, and with whom Mahkota and the sultan shared an ethnic heritage. (...) By the late 1830's, Mahkota grew overwhelmed with his efforts to put down the revolt. Concerned about lost revenue his cousin, the sultan, looked for an outer help. (...) One idea was to sell Sarawak governing rights to the sultan of Sambas, a relative of Mahkota in the southern Borneo with a vested interest in antimony mining and a formidable private army. (...) Anyway, the final choice was to ask the help of an European man: Mr. James Brooke."
Da questa cronaca risulta inoltre evidente che, se Saifuddin II avesse chiesto aiuto a Sambas, Raja Mahkota sarebbe stato favorito più di tutti gli altri grazie alla sua doppia parentela. Per questo sollecitò, attraverso alcune lettere, una richiesta di intervento all’esercito di Sambas, più forte e preparato, che già in passato aveva aiutato il Brunei laddove le sue sole forze non bastavano, con ottimi risultati. Tuttavia Saifuddin non si lasciò trasportare e finì per chiedere l’aiuto di un avventuriero, Brooke (anche se le altre fonti riportano che fu Muda Hashim a chiederlo, con Brooke che era già incline poiché aveva incontrato dei naufraghi salvati dal Raja lungo la strada da Singapore a Kuching). Da un lato questa scelta fu positiva, poiché cedere Sarawak al sultanato di Sambas avrebbe permesso al Regno d’Olanda (che gestiva il protettorato) di ottenere un avamposto per colonizzare il Brunei; dall’altro fu comunque un fallimento, poiché Brooke otterrà Sarawak per sé e strapperà alcuni territori al Brunei. Lo stesso Brunei finirà sotto l’influenza britannica e sarà colonizzato nel 1888.
Esiste però anche una terza possibilità, che in parte rovescia le precedenti e in parte sostiene che Mahkota complottasse in segreto contro il Brunei. Si sa infatti che, dal 1820, Sarawak era governato da élite locali che si autogestivano, estendendo il proprio potere oltre i confini della legge e rifiutando di pagare i tributi al sultano del Brunei. Per risolvere la questione e il malcontento, Kanzul Alam aveva dunque inviato Mahkota in Sarawak nel 1820 o 1826.
Ma secondo quanto dice questa teoria, le popolazioni malesi si sarebbero ribellate contro il governo del Brunei e Mahkota su istigazione del limitrofo sultano di Sambas, che reclamava il possesso di Sarawak. Va infatti detto che Sarawak era stato possesso di Sambas agli albori del sultanato, per poi passare al Brunei nel 1643 con la morte del sultano Tengah, sposo della figlia di Ratu Sepudak. Questo pretesto, insieme alla vicinanza geografica in Kalimantan, spingeva Sambas - ora però sotto il controllo coloniale olandese, ratificato nel 1824 - a sobillare i locali contro il legittimo dominatore. Sta di fatto che, quando Brooke giunse a Sarawak, la situazione era quella di una guerra civile a tutti gli effetti, di caos incontrollabile.
In virtù dei suoi legami anche con Sambas, Mahkota avrebbe voluto usare forze esterne per domare la ribellione, suggerendo in particolare il potente esercito degli Olandesi: per questo, secondo la fonte, avrebbe sostenuto il sultano di Sambas. Saifuddin II, vedendo la possibilità che il Regno d’Olanda si intromettesse nella questione, preferì risolvere da solo e inviò Pengiran Bandahara Hashim nel 1834. Da lì al 1837, quando scoppierà la vera ribellione di Datu Patinggi Ali, Raja Hashim riuscì solamente a riprendere il controllo degli accessi alla costa e a limitare l’espansione in Brunei, fallendo però nel contenere i rivoltosi. Sarà dunque lo stesso Hashim, e non Saifuddin, nel 1839, a chiedere aiuto a Brooke, fermatosi solo per dieci giorni, in cambio prima di un pagamento e poi del titolo di Raja.
“With the help of the Sultan of Sambas (who also claimed authority over Sarawak) the local Malays rebelled against Mahkota and Brunei’s govern. (…) Mahkota wanted to use external military resources to take over the uprising and favoured requesting support to the Dutch backed Sultan of Sambas, which also had a very strong private army. (…) Fearing Dutch involvement, Saifuddin decided to change strategy.”
Anche se il ruolo di Sambas nella questione cambia di fonte in fonte e non è ben precisato, probabilmente Mahkota era connivente ed aspettò che la ribellione si ingrandisse prima di intervenire. Secondo gli storici è infatti probabile che, in segreto, il sultano di Sambas fornisse perlomeno supporti (cibo e polvere da sparo, ma non soldati) ai ribelli cinesi del 1835 e a Datu Patinggi Ali nel 1838. Mahkota sapeva di questi traffici e non intervenne mai. In effetti è riportato che Datu Patinggi Ali, spinto dal sultano di Sambas (all'epoca Omar Aqamaddin III, succeduto a Usman Kamaluddin), cercò di ricevere aiuti dagli Olandesi per combattere contro Raja Hashim, e che l'intervento straniero si evitò solo perché Saifuddin aveva già chiamato l'inglese James Brooke, privato cittadino, volendo evitare interferenze con una potenza europea ostile e pericolosa. Mahkota fu abile a fare il doppio gioco, spostandosi da una parte e dall'altra ma con grande probabilità rimanendo segretamente in accordo con il sultano di Sambas.

## Syair Rakis
Il poema, scritto durante il viaggio di ritorno al Brunei nel 1847-8, è considerato l'inizio o il passaggio della letteratura moderna malese. In esso Mahkota non solo lamenta la perdita dell'isola di Labuan con finezza e delicatezza, ma compie anche riflessioni ardite e mostra un lato non immaginabile di sé stesso. Promuove inoltre soluzioni concrete, ad esempio limitare il commercio dei Cinesi e l'influenza dei Britannici a favore della nazione, in senso protezionistico, per evitare che il Brunei finisca colonia come Sambas (cosa che però succederà, nel 1888). Inoltre attacca non senza invettiva il sultano e parente Saifuddin II, sostenendo che alla nazione serva un "vero capo", nonché il "consenso scolastico". L'opera, un syair (poema storico o filosofico in quartine rimate AAAA), è ricca di metafore e similitudini e presenta un linguaggio molto vario. Divisa in tre sezioni e dodici rakis più due, per un totale di 728 versi, la terza parte riprende la leggenda della Via Lattea e ha come protagonista il suo primo figlio, che al termine di una giornata di scuola (considerata un cardine della società) crede di volare e di toccare la Via Lattea, superando ogni confine e limite. 
Si può facilmente notare come i suggerimenti e le belle opinioni di Mahkota espresse in questo poema siano in parziale disaccordo con le sue azioni. Se da un lato egli fece fiorire il commercio di Sarawak, arricchendo sé e la nazione, dall'altro depredò i Daiacchi e i popoli locali e li rese schiavi. Il suo governo è descritto come "ingiusto, crudele e spietato" e portò comunque alla perdita della regione.
Curioso che non manchino nel corso del poema le invettive al sultano Saifuddin, talora molto forti. Va però detto che il loro scopo è più d'insegnamento che di critica, per questo l'opera è corredata da numerosi esempi concreti e da descrizioni del panorama commerciale dell'epoca. Tra questi spicca, per il dramma con cui è descritto, quello del sultanato di Sambas, un tempo un potente impero ma ora ridotto a un "piccolo stato" dalle bombe olandesi. Mahkota vede cosa succederà al Brunei in futuro e rimpiange ciò che ha subito la sua patria.

## Famiglia
Vantava importanti antenati (e discendenti) da due diversi imperi. Suo padre, Sharmayuda Sharifuddin Bin Pengiran Anak Sulaiman, era discendente del sultano Abdul Hakkul Mubin e figlio del Primo Ministro (Bandahara). Sua madre, Radin Kenchana Paduka Sri Sultan Omar Aqamaddin, era anch’essa di nobilissima origine: principessa del sultanato dei Brunei e insieme figlia di Sultan Omar Aqamaddin Sambas, penultimo Raja e sultano autonomo di Sambas, che portò l’impero alla sua massima espansione. Mahkota sposò la principessa Dayang Ajulaiha da cui ebbe due figli: Pengiran Basir bin Shahbandar Muhammad Salleh (protagonista del suo poema Syair Rakis), che gli succederà come Wazir e governatore della Malesia Sud, e Siti Lawiyah binti Pengiran Shahbandar Muhammad Salleh. Ebbe un fratellastro e nove fratelli, tra cui spicca Pengiran Shahbandar Temenggong Ali. Come si può notare dal prefisso “Shahbandar”, molti dei familiari di Mahkota ricevettero o ereditarono la massima onorificenza del sultanato.
Mahkota era inoltre cugino del sultano del Brunei Omar Ali Saifuddin II (sul trono dal 1829), che lo supporterà durante il mandato in Sarawak, e discendente indiretto del sultani Omar Ali Saifuddin I (XVIII secolo) e Muhammad Kanzul Alam (1807-1822 o 1826?) da parte rispettivamente di padre e madre. Diversi suoi antenati, diretti e indiretti, ricoprirono anche l’incarico di Primo Ministro (Bandahara) e furono Wazir.
Dalla sua stirpe nascerà anche un nipote illustre: il 25º sultano del Brunei Hashim Jalilul Alam Aqamaddin, figlio della sorella di sua madre, Raden Fatimah Paduka Sri Sultan Omar Aqamaddin. Curiosamente, costui era anche nipote di Raja Muda Hashim, il suo avversario in Sarawak.
Si sa che la sua famiglia era ricchissima, poiché possedeva un grandissimo numero di miniere d'oro e antimonio in cui gli indigeni lavoravano in schiavitù presso Sarawak. Molte di queste erano state ottenute con la fondazione di Kuching, altre erano possedimenti della famiglia reale di Sambas (cui Sarawak era appartenuto in origine, sotto il sultano Tengah, fino al 1643).
Nel poema Syair Rakis si scopre, ineditamente, che il "fratello del cugino" di Mahkota era sultano di Johor, Muar e Singapore ("Raja Riau Yamtuan Muda"), identificabile per l'epoca in cui scriveva con Ali Iskandar Muazzah Shah, in carica dal 1835 al 1852. Si dice che, agli albori del suo regno, il dominio del sultanato comprendeva non solo parte dell'Indonesia e Singapore ma anche il grande territorio malese di Pahang, successivamente divenuto colonia olandese. Grazie ad un'alleanza con il vicino sultanato di Aceh, tuttavia, gli Olandesi erano stati scacciati, ripristinando il territorio originale di Johor. La scoperta di questa parentela è inedita anche per gli storici.

### Origini familiari
Gli studiosi sono riusciti a ricostruire le origini della sua famiglia molto indietro nel tempo. Vi furono in totale sei antenati, in linea diretta, tra Mahkota e il sultano bruneiano Abdul Hakkul Mubin, mentre sua madre era la figlia del sultano di Sambas Omar Aqamaddin II. Tuttavia le ricostruzioni sono riuscite ad arrivare addirittura fino al XII per quanto riguarda gli antenati del Raja. Tra questi vi sono anche Noor Sri Paduka Ratu Sambas e il sultano Tengah, che legarono le famiglie reali di Sambas e Brunei, e numerosi altri sovrani (ad esempio Abdul Mubin discendeva da molteplici sultani di Brunei e Matan, mentre sua moglie proveniva dai sultani di Sulu e delle Filippine).
Si sa che Sultan Hakkul Abdul Mubin, sultano del Brunei e sposo di Raja Isteri Anak Puteri Noralam e Bu Angsa, ebbe tra i suoi figli Pengiran Hakkul Sulamain Abdul Temenggong, da cui nacquero Pengiran Serail e Pengiran Sharifuddin. Il secondo si trasferì, nel XVIII secolo, in Kanlimantan presso il sultanato di Sambas, con cui vantava (come tutti i reali bruneiani) importanti parentele. Lo stesso Abdul Mubin aveva stretto importanti accordi militari e commerciali con Sambas, favorendo il suo insediamento; Sharifuddin mantenne comunque importanti possedimenti in Brunei, presso Darussalam, nota come la "città di transito" tra i due reami.
Il primo figlio, Serali, rimase invece in Brunei dove ottenne la massima onorificenza di "Indera Mahkota" o "Shahbandar" e sposò Pengiran Isteri Anak Sri Sultan Abdul Mubin, figlia del sultano e insieme sua zia. Loro nipote Omar Ali Saifuddin I diventerà sultano bruneiano nel 1762.
La stirpe continuò dunque a rivestire un ruolo di primo piano in entrambi i sultanati, generando membri di entrambe le famiglie regnanti. Si assisté ad un momento di potenziale crisi verso la fine del XVIII secolo quando il nonno di Mahkota, Pengiran Dakula Temenggong, figlio del Primo Ministro Pengiran Bandahara Indera Mahkota, lottò con Mohammad Kanzul Alam per la conquista di Pengiran Serail Anak Saleha o “Raja Keroke”. Alla fine a conquistarla fu Kanzul Alam, che diventerà sultano nel 1807; per evitare una faida di famiglia, egli decise di trovare un sistema di pacificazione. Fece così sposare il figlio di Temenggong con Radin Kenchana Aqamaddin, secondogenita del sultano di Sambas Umar Aqamaddin II, che in questo modo rafforzò i propri rapporti con il Brunei, e il nipote Serail Pengiran con la primogenita del sultano, Raden Fatimah Aqamaddin o "Raja Serir's Serenade". Inoltre Kanzul Alam fece in modo che una delle sue figlie, Pengiran Kensuma Nigrat Sri Sultan Kanzul Alam, sposasse in futuro lo stesso Temenggong (che era rimasto vedovo nel 1878) calmando così le acque in modo definitivo.
Pengiran Shahbandar Mohammad Salleh o "Indera Mahkota" nascerà da queste famiglie. La sua legittimazione reale avverrà nel 1820 (o secondo alcune fonti nel 1826) quando Kanzul Alam, noto elargitore di cariche, lo richiamerà in patria per aiutarlo nel governo e per poi concedergli il governatorato di Sarawak, incorporandolo ufficialmente nella propria famiglia. Il fatto che Mahkota fosse il "principe più istruito dell'epoca" nonché nipote di Umar Aqamuddin II giocò un ruolo fondamentale.